# 清水康晴
清水 康晴（しみず やすはる、1970年9月7日 - ）は、日本の元子役。神奈川県出身。

## 来歴・人物
- 劇団若草に所属していた。[1]
- 1982年時点では、両親・祖父母・姉・本人の6人暮らしであった。[1]
- 1982年当時、「野球に熱中、ヌーボーとしたところに大物感が漂う」[1]と評されていた。
- 時代劇との接点が深く、1970年代半ばから80年代前半にかけて活動していたが、小学校卒業とほぼ時を同じくして芸能界から引退したとみられる。

## 出演作品
テレビドラマ
- 新・座頭市 第1シリーズ 第15話（CX, 1976年10月4日 - 1977年4月25日）
- 祭ばやしが聞こえる（NTV, 1977年10月7日 - 1978年3月31日）
- 大江戸捜査網 第4シリーズ 第208回・第215回・第254回（12CH, 1978年5月6日, 1978年6月24日, 1979年3月24日）
- 江戸の旋風IV 第11話・第13話（CX, 1979年1月25日, 2月8日）
- 伝七捕物帳 第8話（ANB, 1979年4月1日）
- 新・座頭市 第3シリーズ 第17話（CX, 1979年4月16日 - 11月19日）
- 江戸の激斗 第15話（CX, 1979年10月7日）
- 西遊記II 第4話（NTV, 1979年12月2日）
- 新・江戸の旋風 第13話（CX, 1980年4月3日）
- 猿飛佐助 第3話・第10話（NTV, 1980年5月25日, 7月20日）- 小次郎 役
- 新五捕物帳 第108回（NTV, 1980年5月20日）
- 旅がらす事件帖 第10話（KTV, 1980年12月9日）
- 刑事犬カールII（TBS, 1981年4月8日 - 9月23日）
- 大江戸捜査網 第5シリーズ 第88回（12CH, 1981年6月13日）
- 笑顔泣き顔ふくれ顔（CX, 1982年4月12日 - 7月26日）- 洋 役